# 東住吉森本病院
東住吉森本病院（ひがしすみよしもりもとびょういん）は、大阪府大阪市東住吉区にある医療機関である。地域医療支援病院、大阪府がん診療拠点病院や臨床研修指定病院等に指定されている。

## 沿革
（この節の出典）
- 1971年（昭和46年）1月 - 外科「森本病院」として開院(54床)。外科、整形外科、脳神経外科の診療を始めた。
- 1980年（昭和55年） - 病床数220床 内科併設
- 1988年 （昭和63年）- 病床数382床 眼科併設
- 1993年（平成5年） - 365日診療体制 院外処方箋発行
- 2003年（平成15年）2月 - 地域医療支援病院に承認。
- 2004年（平成16年）10月 - 新築移転。
- 2011年（平成23年）4月 - 大阪府がん診療拠点病院に承認。

## 診療科
（この節の出典）
- 内科・精神通院
- 消化器内科
- 外科
- 消化器外科
- 循環器内科
- 心臓血管外科
- 呼吸器内科
- 緩和ケア科
- 糖尿病内科
- 整形外科
- リウマチ科
- 形成外科
- 脳神経外科
- 脳神経内科
- 救急科
- 麻酔科
- 放射線診断科
- リハビリテーション科
- 病理診断科
- 臨床検査科
- 呼吸器外科

## 医療機関の指定・認定
（下表の出典）
| 保険医療機関                         | 労災保険指定病院                 |
| 生活保護法指定病院                   | 臨床研修病院                     |
| 指定自立支援病院（更生医療）         | 結核指定病院                     |
| がん診療連携拠点病院（府指定）       | 特定疾患治療研究事業委託医療機関 |
| 原子爆弾被害者一般疾病医療取扱病院   | DPC対象病院                      |
| 指定自立支援医療機関（精神通院医療） | 公害医療機関                     |
| 地域医療支援病院                     |                                  |

- 救急告示病院（二次救急）[6]
- NPO法人卒後臨床研修評価機構認定証発行病院[7]
- 公益財団法人日本医療機能評価機構認定病院[8]
- このほか、各種法令による指定・認定病院であるとともに、各学会の認定施設でもある。

## 交通アクセス
- JR阪和線・OsakaMetro御堂筋線「長居駅」より[9]
  - 大阪シティバス乗車、「長居公園南口」停留所下車徒歩3分
- 近鉄南大阪線「針中野駅」又は「矢田駅」下車、いずれも徒歩15分[9]

## 周辺
- 長居公園[9]
- 大阪市立鷹合小学校[9]